# Вальтер, Герман Эдуардович

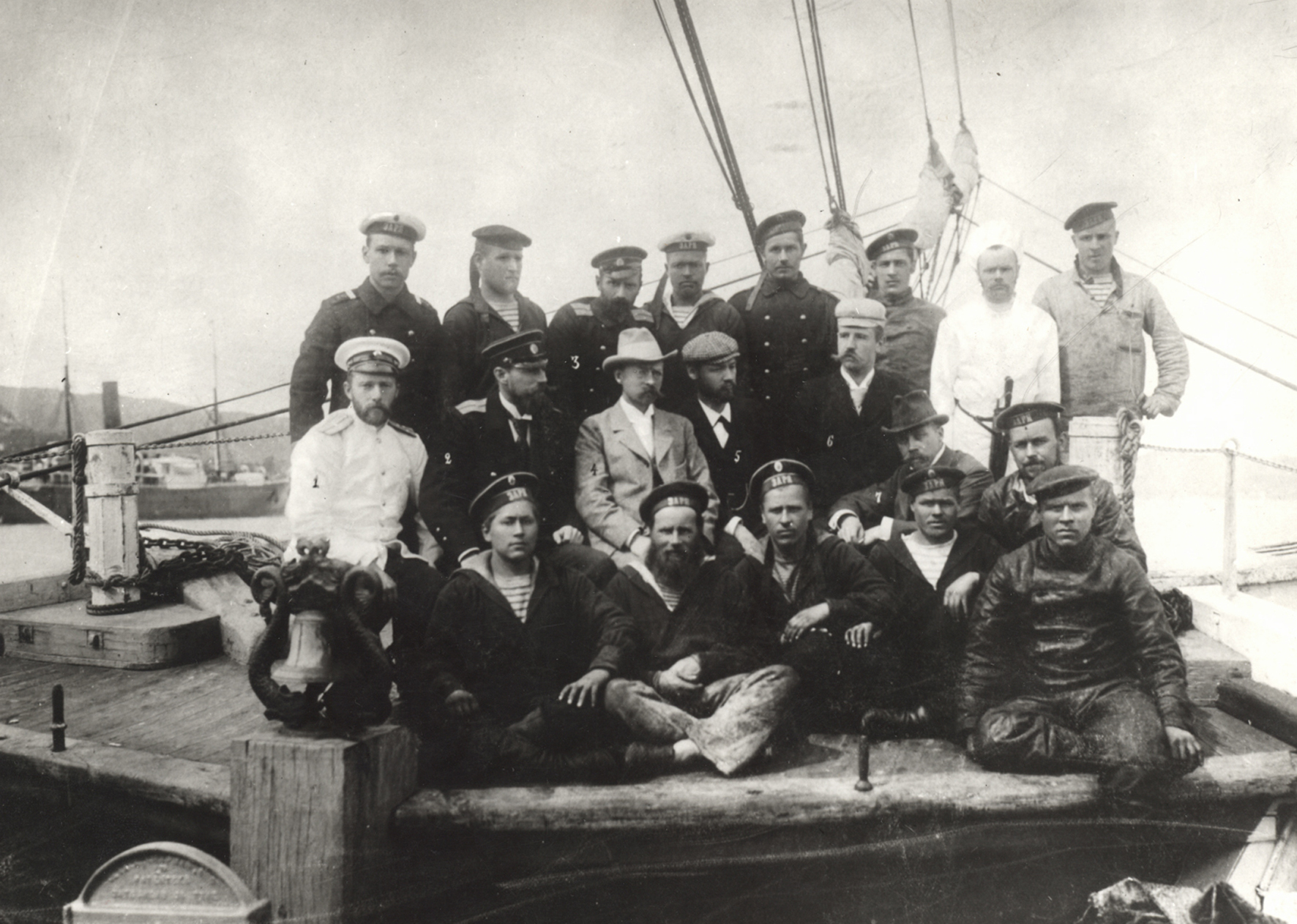
Участники экспедиции Толля на борту шхуны «Заря». В верхнем ряду: третий слева над Толлем — Колчак(3).
Второй ряд: Н. Н. Коломийцев, Ф. А. Матисен, Э. В. Толль, доктор экспедиции Г. Вальтер(7), астроном Ф. Зееберг(6), Бяльницкий(5).

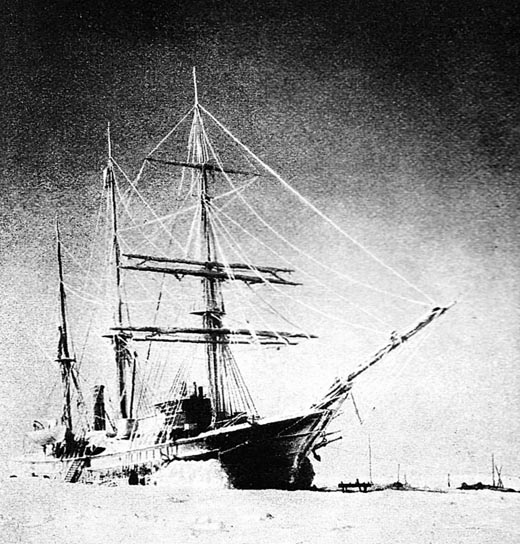
Шхуна «Заря» во время зимовки, 1902 год

Ге́рман Эдуа́рдович Ва́льтер (нем. Hans Herrmann Eduard von Walter; (21 октября [3 ноября] 1864, мыза Анне у деревни Эрмес, возле латвийско-эстонского города Валка/Валга, Лифляндская губерния, Российская империя — (21 декабря 1901 [3 января] 1902, остров Котельный) — русский учёный, доктор медицины, орнитолог и бактериолог, судовой врач, участник морских экспедиций за Северным полярным кругом, друг и спутник Эдуарда фон Толля.

## Биография
Из остзейских немцев, согласно данным латвийского архива «Raduraksti» его мать Johanna Margaretta Elizabeth von Walter, урождённая баронесса von Krudener, отец Johann Eduard Herrman von Walter.
В 1883−1891 гг. учился в Тартуском университете, где получил звание доктора медицины.
В 1899 г. принял участие в первом плавании «Экспедиции по научно-промысловому исследованию Мурмана» под руководством  Н. М. Книповича на судне «Андрей Первозванный» в районе Мурманска и Новой Земли.
В 1900−1902 гг. в качестве судового врача на шхуне «Заря» принял участие в экспедиции Эдуарда фон Толля, с которым подружился на охоте в поместье Гелленорм своего учителя, географа, ботаника и натуралиста, основоположника мерзлотоведения академика Александра Миддендорфа ещё в 1890 г. В экспедиции вместе с ними в качестве гидрографа участвовал тогда ещё лейтенант Александр Колчак.
Герман Вальтер умер в экспедиции во время наблюдения за погодой от сердечной недостаточности и был похоронен два дня спустя на острове Котельный на мысе Вальтера.

## Память

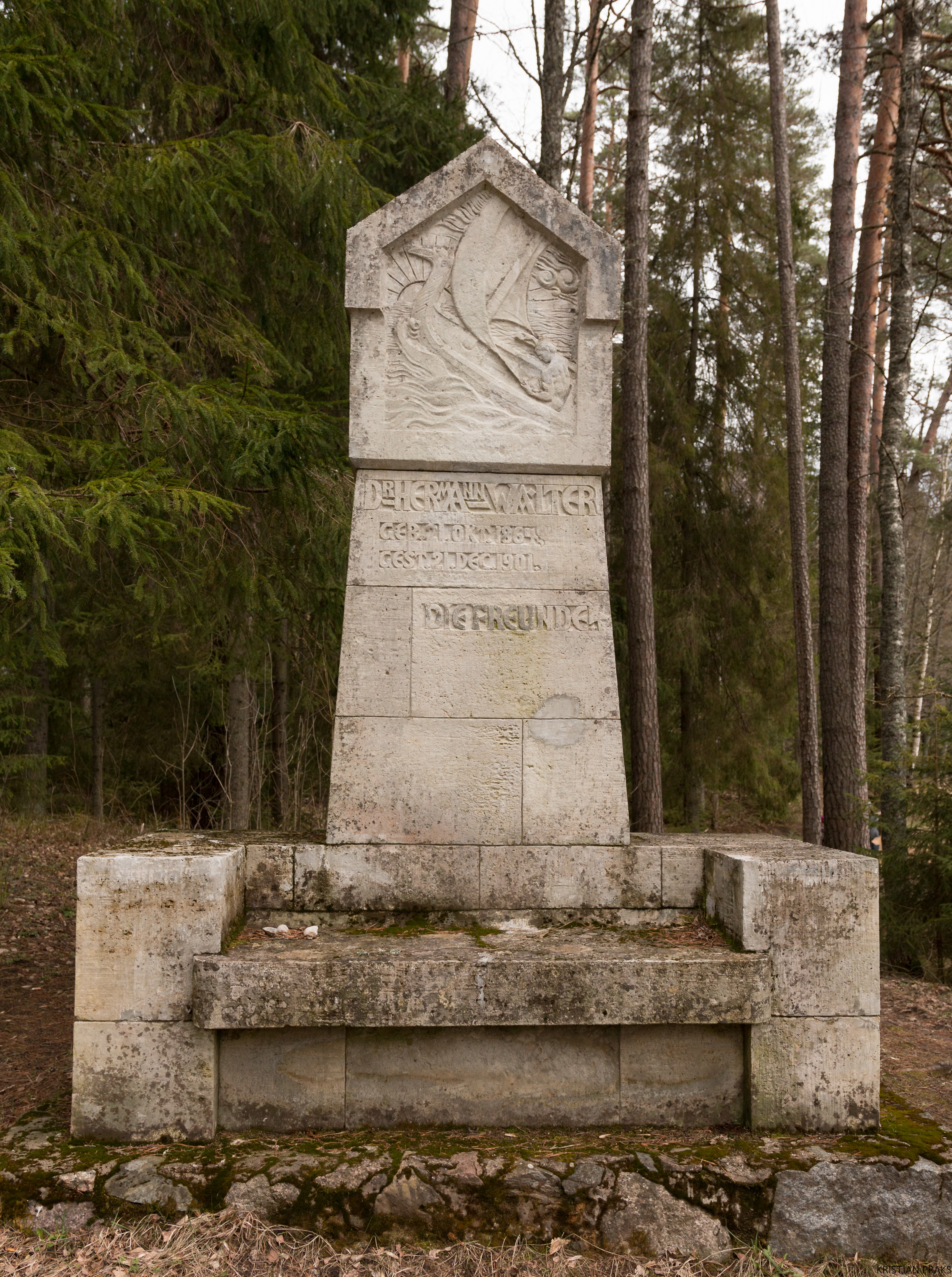
Памятник Герману Вальтеру в Эстонии

В 1901 году в эстонской деревне Соонтага, на берегу водохранилища Аакре Саэвески, в честь Германа Вальтера был установлен выполненный из плитняка памятник, включённый 19 марта 1997 года в Государственный регистр памятников культуры Эстонии как  и как памятник искусства.
29 июля 2011 года экспедицией Клуба «Приключение» Дмитрия Шпаро останки Германа Вальтера были перезахоронены неподалёку от прежнего места захоронения на возвышенном сухом месте на участке, который слабо подвержен мерзлотным процессам. На новой могиле были установлены выполненные из нержавеющей стали копии разрушившихся с течением времени установленных ещё в 1902 году старинного креста и могильной ограды. Оригинальные крест и ограда, как исторические артефакты были переданы в один из музеев Якутска.
В сентябре 2011 года в Тартуском университете установлен бюст знаменитого полярного исследователя работы скульптора Олега Слепова, переданный Дмитрием Шпаро в дар университету, выпускником которого был Вальтер.
В честь Германа Вальтера назван мыс на острове Котельный, залив на Таймыре, плато на Новосибирских островах.